# Uvs-Nuur
Uvs Nuur (mongolski jezik: Увс нуур, ruski: Убсу-Нур ili Убса) je visoko-slano jezero koje se nalazi u pograničnom području između Mongolije i Rusije (manji dio). Sjeveroistočni dio jezera nalazi se u ruskoj republici Tuva, a najveće naselje je u mongolskom dijelu, Ulaagom. Ovo veoma slano i plitko jezero je ostatak velikog slanog mora koje je prije nekoliko tisuća godina pokrivalo mnogo veće područje. Uvs Nuur, površine 3,350 km², je najveće jezero u Mongoliji i smješteno je 759 metara ispod razine more, u depresiji Ubsunurske kotline (Bazen Uvs Nuura, poznat i kao Bazen Ubsa-Nur) (mongolski: Бассейн Убсу-Нур, ruski: Убсунурская котловина), krhkom bazenu zatvorenog sliva (endorheični bazen).
U Ubsunurskoj kotlini najsjevernija svjetska pustinja se susreće s najjužnijom zonom tundre na sjevernoj polutki. Kotlina ima površinu od oko 70.000 km² i većinom se sastoji od ledenjaka, alpske tundre, pod-alpskih pašnjaka, planinskih tajga, ali i pošumljene i gole stepe s ponekim područjima polupustinja, pa čak i pješčanih pustinja s dinama. Kako se kotlina nalazi na granici klimatskih područja Sibira i Središnje Azije, tenperature znaju varirati od -58°C zimi do 47°C ljeti. Usprkos ovako ekstremnoj klimi, ovaj raznolik krajolik ima i veliku bioraznolikost, te je dom za više od 173 vrste ptica i 41 sisavca, uključujući ugrožene vrste kao što su sniježni leopard (Panthera uncia), argali ovca (Ovis ammon) i sibirska divlja koza (Capra sibirica). Izostanak industrije i oslanjanje stanovništva na tradicionalno nomadsko pastirstvo su minimalno utjecali na krajolik čime je on gotovo ostao nedirnut. Zbog toga je od 2003. godine, rezervat biosfere Ubsunurske kotlovine (njenih 1.069 ha) upisan na UNESCO-ov popis mjesta svjetske baštine u Aziji i Oceaniji.

## Vanjske poveznice
- Ubsunurska kotlovina  Arhivirana inačica izvorne stranice od 3. travnja 2010. (Wayback Machine) na stranicama Fundacije za zaštitu prirodne baštine (engl.)
- Zaštićeno područje Bazena Uvs Nuura, Tuva & Mongolija  Arhivirana inačica izvorne stranice od 29. rujna 2007. (Wayback Machine) (engl.)

### Ostali projekti
|  | Zajednički poslužitelj ima još gradiva o temi Ubsunurska kotlovina |